# Paul Paray
Paul Paray (Le Tréport, 24 maggio 1886 – Monte Carlo, 10 ottobre 1979) è stato un direttore d'orchestra e compositore francese.

## Biografia
I suoi primi insegnamenti musicali li ebbe dal padre August che era organista nella chiesa di San Giacomo e leader di una società amatoriale di musica. Più tardi Paul fu iscritto al Rouen Choir School nel 1895, per studiare musica con gli abati Borghese e Bourdon, e organo con Haelling. Ciò ha preparato Paul per l'ingresso al Conservatorio di Parigi.
Nel 1911 vinse il Prix de Rome con la cantata Yanitza.
La sua carriera fu bruscamente interrotta dallo scoppio della prima guerra mondiale. Addetto al fronte belga, fu catturato sulla Marna e divenne prigioniero di guerra al campo Darmstadt, dove costituì un quartetto d'archi.
Dopo la guerra, è stato invitato a dirigere l'Orchestra del Casino de Cauterets. Questo fu un trampolino di lancio per lui ed esordì come direttore nel 1920, affermandosi nella interpretazione delle partiture di Johannes Brahms, dei tardo-romantici e degli impressionisti francesi.
In seguito è stato Direttore musicale dell'Orchestra di  Monte Carlo e presidente della Societé des Concerts Colonne.
Paray ha fatto il suo debutto statunitense con la New York Philharmonic Orchestra nel 1939.
Nel 1952 è stato nominato direttore musicale dell'Orchestra sinfonica di Detroit, conducendo numerose registrazioni per la "Mercury Records" nella serie "Living Presence".

## Composizioni
Nel 1922 ha composto il balletto "Adonis Troublé" per il Palais Garnier di Parigi.
Nel 1931 scrisse la "Santa Messa per il 500º anniversario della morte di Giovanna d'Arco". Che fu premiato
al Duomo di Rouen per commemorare il quincentennario di Giovanna D'Arco martire.   
Nel 1953 scrisse la sua "Sinfonia n.1 in Do maggiore", che fu premiato al Concerts Colonne.
Nel 1941 ha composto la sua "Sinfonia n.2 in La maggiore".
Paray è stato un direttore molto competente nell'intero repertorio orchestrale, ma si è specializzato nella letteratura
sinfonica francese. Una delle sue registrazioni più rinomate, eseguita nel mese di Ottobre del 1957, è quella della Terza Sinfonia di Saint-Saens. Altre registrazioni interessanti sono quelle di Franck (Sinfonia in re), Debussy e del repertorio sinfonico tedesco (Schumann e Wagner) e russo (Rachmaninov).